# FTSV Komet Blankenese
Die Freie Turn- und Sportvereinigung Komet Blankenese von 1907 e. V. ist ein Breitensportverein mit 2000 Mitgliedern in den Hamburger Stadtteilen Iserbrook und Blankenese. Das Angebot umfasst Fußball, Turnen u. a. mit Kinderturnen und Herzsport, Tanzen, Tischtennis (in einer Spielgemeinschaft mit dem SV Osdorfer Born), Schwimmen, SportLounge (Fitness-Studio), Volleyball und einen Spielmannszug.

## Geschichte

### FT Blankenese
Der Verein wurde am 7. Mai 1907 in der „Johannesburg“ an der Elbchaussee mit dem Vereinsnamen Freie Turnerschaft Blankenese als Arbeitersportverein gegründet. 1912 entstand innerhalb der FT eine Fußballabteilung.
Bis Ende des Kaiserreiches (1918) stand die FT Blankenese unter ständiger Beobachtung der Behörden. Denn die Freien Turnerschaften werden nicht als Turnvereine, sondern als politische Vereinigungen betrachtet. Deshalb findet sich die Freie Turnerschaft Blankenese-Dockenhuden auch nicht im Vereinsregister des Amtsgerichtes Blankenese wieder, sondern vielmehr in den Akten der Polizei (einzusehen im Staatsarchiv Hamburg, 331-3 Politische Polizei S 3784 – 17). So ist belegt, dass der Blankeneser Amtsvorsteher Freytag im November 1909 nicht zum ersten und auch nicht zum letzten Mal mit einer Handvoll Schutzmännern eine Veranstaltung der Freien Turner begleitet hatte.
Im Fußball gelang es der FT nach dem Ersten Weltkrieg innerhalb von vier Jahren von der untersten bis in die höchste Spielklasse aufzusteigen. 1924 waren die Blankeneser schließlich erstmals erstklassig.

### SV Komet 09
Im Jahr 1909 wurde der Arbeitersportverein Sport-Verein Komet von 1909 in der seinerzeit noch selbständigen pinnebergischen Landgemeinde Groß-Flottbek gegründet. Dieser konnte 1920 die Hamburg-Altonaer Meisterschaft im Arbeitersport erringen, in der auch Klubs aus Randgemeinden der Städte Altona und Hamburg teilnahmen. 1923 nahm Komet an der deutschen Endrunde um die Meisterschaft des Arbeiterturn- und Sportbundes (ATSB) teil. Nach einem 1:0-Sieg über Eintracht Kassel schied der Komet im Halbfinale mit 1:3 bei Alemania 22 Berlin aus.

### FTSV Komet Blankenese
1925 schlossen sich die Fußballer des Sport-Verein Komet 09 und der FT Blankenese zusammen. Die Mannschaft übernahm den Beinamen Komet. Für die Vereinigung gab es zwei Gründe: zum einen war der Sport-Verein Komet 09 durch zahlreiche Abgänge deutlich geschwächt, zum anderen stand Blankenese nach nur einem Jahr in der A-Klasse im Abstiegsendspiel. Durch das Zusammengehen nahm die neue Mannschaft den Platz von Komet in der A-Klasse ein. In dieser Zeit war auch die Blütezeit der Arbeitersportbewegung. Die fusionierte Mannschaft wurde im Fußball zu einem Konkurrenten des Hamburger Abonnementsmeister SC Lorbeer 06, konnte sich jedoch nie für die deutsche Endrunde qualifizieren.
Die Arbeitersportbewegung fand mit der Machtergreifung 1933 ein jähes Ende. Der Verein Komet Blankenese wurde verboten und das Vereinsvermögen konfisziert.
Gleich nach dem Krieg wurde der Verein unter dem Namen Freien Turn- und Sportvereinigung „Komet“ Blankenese im Juli 1945 wiedergegründet. Am 22. Februar 1946 schloss sich der Dockenhudener SV von 1924, der bis 1924 die Fußballabteilung der Dockenhudener Turnerschaft 1896 war, dem wiedergegründeten Verein an. Komet Blankenese gelang es mit Spielern wie Rolf Eggerstedt, Horst Dehn und Hermann Flügge zunächst 1954 in die drittklassige Verbandsliga Germania aufzusteigen. 1957 verpasste Komet noch den Aufstieg in die zweitklassige Amateurliga Hamburg mit einer 1:4-Niederlage gegen HEBC Hamburg vor 17.000 Zuschauern im Millerntor-Stadion. 1958 gelang schließlich nach nur einer Niederlage während der gesamten Spielzeit der Aufstieg. Obwohl Dehn zum Hamburger SV gewechselt war, konnte sich Komet zwei Spielzeiten im Mittelfeld halten und schloss die Spielzeiten 1958/59 mit 29–31 Punkten als Achter, 1959/60 mit einer ausgeglichenen Punktebilanz sogar als Sieber ab. 1961 waren jedoch die finanziellen Mittel erschöpft und Komet konnte sich nicht mehr in Hamburgs höchster Spielklasse halten.
In den 1950er Jahren verfügte Komet auch über eine Rugbyabteilung, die an den Meisterschaftsspielen in Hamburg teilnahm.
Bis 1974 stiegen die Fußballherren bis in die 7. Liga ab. Mit der Rückkehr in die Sechstklassigkeit 1977 setzte Komet zu einem neuen Aufschwung an. Bereits 1979 standen sie wieder in der fünftklassigen Landesliga Hammonia und ab 1984 wieder in der Verbandsliga, der Komet bis 1994 nur durch einen einjährigen Abstieg in die Landesliga (1988/89) neun Spielzeiten angehörte. Die Abstiegssaison 1993/94 geriet mit nur acht Punkten und 131 Gegentoren zu einem derartigen Debakel, dass sich Komet auch in der Landesliga nicht halten konnte und 1996 wieder in der Siebtklassigkeit der Bezirksliga fand. Zwar gelang zwischenzeitlich noch zweimal die Rückkehr in die sechstklassige Landesliga (1999 bis 2001 und 2002 bis 2004), doch nach drei Abstiegen nacheinander stehen die Fußballherren inzwischen nur noch in der Kreisliga.
Nach dem sportlichen Tiefpunkt im Jahr 2017, als man in die Kreisklasse abstieg, folgten 2019 und 2020 zwei Aufstiege hintereinander. Die folgende Zeit in der Bezirksliga (7. Liga) endete mit der Saison 23/24 mit dem 14. Platz und damit dem Abstieg. Ab 2024 spielt Komet Blankenese in der Kreisliga 1.

## Sportliche Erfolge

### SV Komet 09 Altona
- 1920, Fußball-Herren: Hamburger Meister der Arbeitersportvereine
- 1923, Fußball-Herren: Hamburger Meister, anschließend Einzug ins Halbfinale um die deutsche Meisterschaft der Arbeitersportvereine (1:3-Niederlage gegen Alemannia Berlin)

### FTSV Komet Blankenese
- 1930, Fußball-Herren: Hamburger Vizemeister der Arbeitersportvereine
- 1957/58, Fußball-Herren: Aufstieg in die 2. Liga (die höchste Amateurklasse Hamburgs)
- 1965, Volleyball-Senioren werden Deutscher Meister
- 1984, Fußball-Herren: Aufstieg in die Hamburger Verbandsliga
- 1989, Fußball-Herren: Direkter Wiederaufstieg in die Hamburger Verbandsliga

## Bekannte Spieler
- Horst Dehn (1958–1966: Profi beim HSV)
- Bernd Bressem (1984–1986: Profi beim HSV)
- Uwe Eplinius (1980–1987 Profi bei SpVgg Erkenschwick und KSV Hessen Kassel, ab 1995 Physiotherapeut beim FC St. Pauli, ab 2004 beim HSV)
- Michael Koch (1990–1999 Profi beim HSV, Hannover 96 (dort DFB-Pokalsieger 1992 mit Einsatz im Finale), Stuttgarter Kickers und VfB Lübeck)